# Ciutadella de Menorca
Ciutadella de Menorca (hiszp. Ciudadela)  – miasto na Minorce, zlokalizowane na zachodnim wybrzeżu wyspy. Liczba mieszkańców: 28 696, gęstość zaludnienia: 154 osoby/km², powierzchnia: 186,34 km².
Ciutadella jest miastem portowym, a do 1722 była stolicą wyspy, którą następnie przeniesiono do Maó. Spowodowało to stagnację rozwoju, mimo że wielu przedstawicieli elit nie zmieniło wtedy miejsca zamieszkania. Znalazło to też odzwierciedlenie w architekturze miasta - nie rozwinęły się tu wpływy brytyjskie i francuskie, natomiast zachowała się stara architektura hiszpańska. Starówka zlokalizowana jest nad częścią portową, do której prowadzi wąski kanał, umożliwiający dostęp tylko mniejszym jednostkom.
Do najważniejszych zabytków i osobliwości miasta należą:
- gotycka katedra z XIII wieku, wzniesiona na miejscu meczetu,
- kościół del Roser z fasadą z XVII wieku w stylu churrigueryzmu,
- pałac Torresaura,
- pałac Car Saura,
- muzeum Diocesà de Menorca,
- Muzeum Miejsskie (Museu Municipal),
- Plaça d'es Born z obeliskiem upamiętniającym obronę przed Turkami w 1558,
- ulica J.M. Quadrado - główny trakt starego miasta (deptak)[3].

23 czerwca obchodzony jest festiwal świętojański - Fiestas de Sant Joan, podczas którego ważną rolę odgrywają prezentacje koni miejscowej rasy.